# Türkenfeld
Türkenfeld – miejscowość i gmina w Niemczech, w kraju związkowym Bawaria, w rejencji Górna Bawaria, w regionie Monachium, w powiecie Fürstenfeldbruck. Leży około 15 km na południowy zachód od Fürstenfeldbruck, przy linii kolejowej Monachium – Memmingen.

## Demografia
Dane o ludności z 31 grudnia 2008:
| Opis                                | Ogółem | Ogółem | Kobiety | Kobiety | Mężczyźni | Mężczyźni |
| ----------------------------------- | ------ | ------ | ------- | ------- | --------- | --------- |
| Jednostka                           | osób   | %      | osób    | %       | osób      | %         |
| Populacja                           | 3633   | 100    | 1824    | 50,21   | 1809      | 49,79     |
| Wiek przedprodukcyjny (0–17 lat)    | 738    | 20,31  | 357     | 9,83    | 381       | 10,49     |
| Wiek produkcyjny (18–65 lat)        | 2284   | 62,87  | 1128    | 31,05   | 1156      | 31,82     |
| Wiek poprodukcyjny (powyżej 65 lat) | 611    | 16,82  | 339     | 9,33    | 272       | 7,49      |

## Polityka
Wójtem gminy jest Pius Keller z CSU, poprzednio urząd ten obejmował Georg Klaß, rada gminy składa się z 16 osób.
|      | CSU | SPD | FWTZ | DG | Razem |
| 2008 | 6   | 2   | 4    | 4  | 16    |
| 2002 | 5   | 2   | 4    | 5  | 16    |